# Джанет Каванди
Джанет Лин Каванди (на английски: Janet Lynn Kavandi) e американска астронавтка, участник в три космически полета.

## Образование
Джанет Каванди завършва колежа Carthage Senior High School, Мисури през 1977 г. През 1980 г. завършва колежа Missouri Southern State College, Мисури с бакалавърска степен по химия. През 1982 г. придобива магистърска степен по същата специалност в Технологичния научен университет на щата Мисури. През 1990 г. защитава докторат по химия в университета на щата Вашингтон в Сиатъл.

## Служба в НАСА
Джанет Каванди е избрана за астронавт от НАСА на 12 декември 1994, Астронавтска група №15. След приключване на общия курс на обучение е включена в летателните графици на космическата програма Спейс шатъл. Участва в три космически полета.

## Полети
Джанет Каванди лети в космоса като член на екипажа на три мисии:
| Космически полети на Джанет Лин Каванди                          | Космически полети на Джанет Лин Каванди | Космически полети на Джанет Лин Каванди | Космически полети на Джанет Лин Каванди | Космически полети на Джанет Лин Каванди | Космически полети на Джанет Лин Каванди | Космически полети на Джанет Лин Каванди |
| №                                                                | Дата                                    | КК                                      | Емблема на мисията                      | Функции                                 | Продължителност                         |                                         |
| ---------------------------------------------------------------- | --------------------------------------- | --------------------------------------- | --------------------------------------- | --------------------------------------- | --------------------------------------- | --------------------------------------- |
| 1                                                                | 2 юни 1998                              | „Дискавъри“, мисия STS-91               |                                         | Специалист на мисията                   | 9 денонощия 19 часа 55 мин. 01 сек.     |                                         |
| 2                                                                | 11 февруари 2000                        | „Индевър“, мисия STS-99                 |                                         | Специалист на мисията                   | 11 денонощия 05 часа 39 мин. 41 сек.    |                                         |
| 3                                                                | 12 юли 2001                             | „Атлантис“, мисия STS-104               |                                         | Специалист на мисията                   | 12 денонощия 18 часа 36 мин. 39 сек.    |                                         |
| Сумарно време в космоса – 33 денонощия 20 часа 11 минути 21 сек. |                                         |                                         |                                         |                                         |                                         |                                         |

## Награди
- Медал на НАСА за изключително лидерство;
- Медал на НАСА за изключителни заслуги (2);
- Медал на НАСА за участие в космически полет (3).